# Bad Witch
Bad Witch — девятый студийный альбом американской индастриал-рок-группы Nine Inch Nails, выпущенный под лейблами The Null Corporation и Capitol Records 22 июня 2018 года. Это последний из трилогии релизов, следующих за их двумя предыдущими EP Not the Actual Events (2016) и Add Violence (2017). Как и предыдущие два релиза трилогии, он был спродюсирован  Трентом Резнором и Аттикусом Россом, это делает его первым студийным альбомом группы со времени Year Zero (2007), который не был спродюсирован давним соавтором Аланом Молдером, которому приписывают сведение альбома.
Пластинка отличается от стиля предыдущих работ Nine Inch Nails, в частности, включением в музыку джазовых инструментов. При длине чуть более 30 минут, пластинка является самым коротким полнометражным релизом Nine Inch Nails. Тур Cold and Black and Infinite North America 2018 был анонсирован вместе с его выходом для продвижения альбома, в дополнение к единственному синглу альбома «God Break Down The Door».
После своего выхода альбом Bad Witch получил в целом положительные отзывы от критиков, которые хорошо оценили его звучание и продюсирование; некоторые называли его лучшей работой группы за последнее десятилетие. Альбом достиг 12-го места чартов в США и Великобритании, а также первой пятёрки различных чартов Billboard.

## Работа над альбомом
Nine Inch Nails запланировала трилогию Мини-альбомов. Началась трилогия с альбома Not the Actual Events в декабре 2016 года, а затем Add Violence в июле 2017 года. Что касается третьей записи в трилогии и её отложенной записи, фронтмен Трент Резнор сказал:

«Мы начали со строгой концепции, не написав все треки. Когда мы закончили работу над Add Violence, мы нашли себя… это было слишком предсказуемо. Мы чувствовали себя так, как будто нас заставляли. Музыкально и с точки зрения повествования. Причина, по которой выпуск был отложен, заключается в том, что нам потребовалось некоторое время, чтобы то, что стало третьей [записью], само открылось нам.»
Оригинал:

«We started out with a rigid concept, having not written them all. As we finished Add Violence, we found ourselves... it felt too predictable. It felt like we were forcing things. Musically and storytelling-wise. The reason this has been delayed is because it took us a while for – what has become the third [record] – to reveal itself to us.»
После нескольких концертов в поддержку Add Violence Резнор с энтузиазмом приступил к работе над заключительной частью трилогии. Испытав творческие трудности в студии, он и его коллега по группе Аттикус Росс решили сосредоточиться на чём-то «захватывающем» и «рискованном», что включало в себя включение саксофона. Эти сессии привели к Bad Witch, студийный альбом, отчасти вдохновлённый Дэвидом Боуи. В то время как Bad Witch изначально был задуман как EP, он превратился в полноформатный альбом; при 30-минутной продолжительности это самый короткий альбом группы на сегодняшний день. Резнор изначально рассматривал трио запланированных EP как один длинный альбом с тремя меньшими компонентами, но увидев, как EP обычно игнорируются (особенно на сайтах потоковой передачи музыки), Резнор решил продвинуть Bad Witch до полного альбома.

## Музыка и тексты
В музыкальном плане Bad Witch — это лаконичный альбом, в котором используются агрессивные инструменты и вокал, ассоциирующиеся с индустриальным роком, а также более тихая, более мрачная музыка, наиболее заметная в треках I'm Not From This World и Play the Goddamned Part. Резнор использует саксофон в нескольких композиция альбома, а иногда поет в другой манере, чем обычно, и некоторые критики сравнивают этот стиль с Боуи. альбом включает в себя разнообразные звуки и инструменты, напоминающие о многих жанрах и музыкальных стилях. Саксофонные выступления Резнора играют заметную роль в альбоме, что делает его отличным от предыдущих релизов Nine Inch Nails. Единственная песня в альбоме, выпущенная как сингл, — Это «God Break Down The Door». Альбом содержит две инструментальные песни, «Play The Damned Part» и «I’m Not from This World», соответственно описанные как " диссонирующий, свободный джазовый джем среди сталкивающейся электроники" и "гудящий и гипнотический". Шестой и последний трек альбома, «Over and Out», начинается как относительно оптимистичная электронная песня, но заканчивается как затяжной сегмент белого шума, который завершает альбом Bad Witch. Это можно сравнить с заключительным треком мини-альбома Add Violence (прошлый альбом группы) «The Background World», который заканчивается на повторяющемся цикле, который постепенно сжимается в белый шум.
Некоторые критики сравнивали Bad Witch с музыкой для фильмов от Резнора и Росса. Другие сравнивали альбом с Blackstar Боуи (2016), а некоторые — с саундтреком Резнора к видеоигре Quake 1996 года.

## Выпуск и отзывы

### Оценки Критиков
| Совокупная оценка    | Совокупная оценка |
| Источник             | Оценка            |
| -------------------- | ----------------- |
| AnyDecentMusic?      | 7.2/10            |
| Metacritic           | 77/100            |
| Оценки критиков      |                   |
| Источник             | Оценка            |
| AllMusic             | [ 3 ]             |
| The A.V. Club        | B−                |
| Consequence of Sound | B+                |
| The Independent      | [ 6 ]             |
| Mojo                 | [ 7 ]             |
| NME                  | [ 8 ]             |
| The Observer         | [ 9 ]             |
| Pitchfork            | 8.0/10            |
| Q                    | [ 11 ]            |
| Slant Magazine       | [ 12 ]            |

 Альбом получил в целом положительные отзывы от музыкальных критиков.
На Metacritic, который присваивает нормализованный рейтинг по 100 рецензиям от основных изданий, альбом получил средний балл 77, основанный на 23 отзывах. Нил Янг из AllMusic назвал альбом «разочаровывающим», но также и «самым сплочённым и обволакивающим опытом этого периода». Теренс Коули из The Boston Globe дал Bad Witch положительный отзыв, написав: «Резнор всё ещё делает записи, которые потрескивают с беспокойной энергией. Для исполнителя, который когда-то специализировался на массовых концептуальных альбомах, короткий и сладкий подход Bad Witch хорошо подходит ему.» написав для NME, Том Конник дал альбому высшую оценку, назвав его лучшим релизом группы за последнее десятилетие. Илана Каплан из The Independent отметила, что несмотря на то, что альбом был всего лишь тридцатиминутным, он был полон сложности, и, вероятно, будет воспринят как сенсорная перегрузка. Джордж Гарнер, написавший рецензию для Q, счёл альбом «отличным ответом» на «промышленную агрессию» Nine Inch Nails, придя к выводу, что после тридцати лет группа зазвучала оживлённо. Спенсер Корнхабер из The Atlantic чувствовал, что Bad Witch не достигает максимумов 1992-го Broken или 1994-го The Downward Spiral, но это не бесчестит их тоже. Кристиан Коттингем был более смешанного мнения об альбоме, критикуя его за то, что он слишком полагался на предыдущее звучание и материал Nine Inch Nails. Сэм Содомский из Pitchfork писал: «Впервые за долгое время Резнор говорит так, будто он видит будущее.»

## Список композиций
Слова и музыка всех песен — написаны Трентом Резнором и Аттикусом Россом.
| №                   | Название                  | Длительность |
| ------------------- | ------------------------- | ------------ |
| 1.                  | «Shit Mirror»             | 3:06         |
| 2.                  | «Ahead Of Ourselves»      | 3:31         |
| 3.                  | «Play The Goddamned Part» | 4:52         |
| 4.                  | «God Break Down The Door» | 4:15         |
| 5.                  | «I'm Not From This World» | 6:42         |
| 6.                  | «Over And Out»            | 7:50         |
| Общая длительность: | Общая длительность:       | 30:11        |

## Чарт
| Чарт (2018)                                   | Высшая позиция |
| --------------------------------------------- | -------------- |
| Австралия (ARIA)                              | 9              |
| Австрия (Ö3 Austria)                          | 16             |
| Бельгия/Фландрия (Ultratop)                   | 21             |
| Бельгия/Валлония (Ultratop)                   | 24             |
| Канада (Canadian Albums Chart)                | 15             |
| Чехия (ČNS IFPI)                              | 39             |
| Нидерланды (Album Top 100)                    | 43             |
| Франция (SNEP)                                | 37             |
| Германия (Offizielle Top 100)                 | 28             |
| Греция (IFPI)                                 | 68             |
| Венгрия (MAHASZ)                              | 34             |
| Ирландия (IRMA)                               | 50             |
| Италия (FIMI)                                 | 49             |
| Япония (Oricon)                               | 43             |
| Новая Зеландия (RMNZ)                         | 4              |
| Португалия (AFP)                              | 18             |
| Шотландия (Scottish Albums Chart)             | 6              |
| Испания (PROMUSICAE)                          | 31             |
| Швейцария (Schweizer Hitparade)               | 5              |
| Великобритания (UK Albums Chart)              | 12             |
| Великобритания (UK Rock & Metal Albums Chart) | 1              |
| США (Billboard 200)                           | 12             |
| США (Billboard Top Alternative Albums)        | 2              |
| США (Billboard Top Rock Albums)               | 2              |